# 芦谷村
芦谷村（あしだにむら）は、島根県那賀郡にあった村。現在の浜田市の一部にあたる。

## 地理
三隅川の北側、水来山の東南麓に位置していた。

## 歴史
- 1889年（明治22年）4月1日、町村制の施行により、那賀郡芦谷村が単独で村制施行し、芦谷村が発足[2]。
- 1919年（大正8年）4月1日 - 那賀郡井野村と合併し井野村が存続して廃止された[1][2]。

### 地名の由来
昔、アシが生い茂っていたため。